# 法兰基·纳克鲁斯
法兰基·纳克鲁斯（英語：Frankie Knuckles，1955年1月18日—2014年3月31日），是一个DJ，唱片制作人和混音音乐家。他在浩室音乐（一种受电子、迪斯科影响的舞曲）的发展中以1980年代芝加哥DJ的身份扮演了重要的角色。作为一个制作人和混音师，他还促进了浩室音乐在1990年代的流行。2005年，法兰基以他做DJ的成就被选入舞曲音乐名人堂。2014年3月31日，法兰基·纳克鲁斯因2型糖尿病相關併發症病逝於芝加哥，享年59歲。

## 职业

### 1970年代-1980年代
在曼哈顿的流行技术学校学习纺织品设计的时候，法兰基开始作为一个DJ工作，在“The Continental Baths”与DJ拉利·利万演奏灵魂乐、Disco以及R&B。当他开始更加出名之后，他在一家名叫“Better Days”的酒吧里做DJ。当1977年Warehouse在芝加哥成立之后，他被邀请在那里进行经常性演出。他在那里一直做DJ，直到1982年他成立他自己的俱乐部“The Power Plant”。当经营状况导致它夭折之后，法兰基回到了纽约，并在那里的“The World”进行驻场DJ，还包括其它的许多场所，包括“The Choice”俱乐部。
在纽约，法兰基浸淫在制作、混音、以及录制等的工作之中。

### 1990年代-2000年代
法兰基与音响工程师约翰·波普一起进行了大量的“Def Classic”混音。法兰基与大卫·莫拉斯在Def Mix Productions公司合伙工作，而他们俩的混音风格在90年代初的一段时间内非常相似，因为他们掌握了"Def Classic"混音音乐的诀窍。在制作了几个重要的他名下的原创和混音制品之后，在90年代初法兰基成为了逐渐流行的浩室音乐派系中一个非常响亮的名字。
在1991年法兰基发行了他至今为止最打榜的"The whistle Song"，而它的类似口哨的副歌和凡·麦克柯伊的"The Hustle"有点类似。由丽莎·斯坦斯菲尔德在同一时期创作的"Change"的Def Class混音也带有一些的口哨主题。法兰基的处女专辑《Beyong the Mix》，由维珍唱片发行，也包括了丽莎·斯坦斯菲尔德创作的"Rain Falls"以及她的声音。这一时期法兰基重要的混音包括他对《Electribe 101》圣歌中艾莉森·利姆瑞克的”Talking With Myself“和“Where Love Lives“的改编。
当他的制作和混音越来越受欢迎的时候，法兰基同时也有新的突破。当小瓦斯奎兹从曼哈顿的The Sound Factory bar酒吧放假的时候，法兰基接过他的工作并作为驻场DJ进行了成功的演出，直到小瓦斯奎兹回来之时，法兰基已经成为了The Sound Factory的驻场DJ。法兰基一直是作为地下音乐的一分子。在1992年，Billboard的拉利·弗里克评价法兰基是“他可能是我们在美国所拥有的最好的舞曲制作人。他理解沟槽，但他也理解歌曲，还有整个画面。”法兰基赢得了1997年葛莱美奖最佳非古典音乐混音制作人。
在90年代后期，浩室音乐不再那么流行，也不再是它曾经作为的世界上领导性的音乐流派。然而，法兰基继续作为一个混音者在工作，为诸如迈克尔·杰克逊、路瑟·范德罗斯、戴安娜·罗丝和唐妮·布蕾斯顿等歌手的作品进行改编。他发表了几张新的单曲，包括“Keep On Movin'”，以及以前在Definity Records发行的的热门歌曲“Bac N Da Day”的重编版本。在2004年，法兰基发表了一张包括十三首原创歌曲的专辑 - 也是他十年以来的第一张，名为”A New Reality“。这张专辑广受舆论好评。在2004年10月，“Your Love”出现在热门的视频游戏侠盗猎车手：圣安德烈斯中的电台SF-UR中。在2005年9月19日，法兰基被加入了舞曲名人堂以表彰他作为DJ的杰出贡献。

## 主要作品

### 发行
- "Rains Falls" - 单曲
- "You Can't Hide from Yourself" - CBS唱片
- "Tears" - 单曲 - 法兰基·纳克鲁斯與富家哲 - FFRR
- "Your Love/Baby Wants To Ride" - Trax Records
- "Beyond the Mix" - 维京唱片
- "The Whistle Song" - 维京唱片
- "Sessions Six - 由法兰基·纳克鲁斯混音" - Ministry of Sound
- "Choice: A Collection of Classics" - Trax Records
- "Keep on Movin'" - Definity Records
- "A New Reality" - Definity Records

### 混音作品
- "This Time" - 香堤·摩尔
- "Happy" - 陶华泰
- "Let No Man Put Us Under" - First Choice
- "Ain't Nobody" - 夏·卡康
- "Watcha Gonna Do with My Lovin'" - Inner City
- "Talking with Myself" - Electribe 101
- "The Pressure" - Sounds of Blackness
- "Where Love Lives (Come On In)" - 艾莉森·利姆瑞克
- "I Want A Dog" - Pet Shop Boys
- "Because of Love" - 珍妮·杰克逊
- "Love Hangover" - 黛安娜·罗斯
- "Bring Me Love" - 安德烈·门德斯
- "Rock with You" - 迈克尔·杰克逊
- "Closer Than Close" - 罗丝·甘尼丝
- "Unbreak My Heart" - 唐妮·布蕾斯顿
- "Sunshine" - 加布里埃尔
- "I'm Going to Go" - Jago

## 外部連結
- FKAlways.com 法兰基·纳克鲁斯官方网站。
- Discogs （页面存档备份，存于） 法兰基·纳克鲁斯简历与唱片列表。
- Disco Museum 法兰基·纳克鲁斯简历及其它信息。
- Disco Disco （页面存档备份，存于） Disco disco向浩室音乐之父致敬。.
- Frankie Knuckles Day 法兰基·纳克鲁斯于2004年8月25日在芝加哥的照片。